# 祝融街道
祝融街道，是中华人民共和国湖南省衡陽市南岳区下辖的一个乡镇级行政单位。

## 行政区划
祝融街道下辖以下地区：
白云社区、岳庙社区、祝圣社区、独秀社区、迎宾社区和衡岳社区。